# Sekularisme
Sekularisme er primært den opfattelse at politiske forhold bør diskuteres uafhængigt af religion. Det er således en sekularistisk holdning at stat og kirke bør adskilles til fordel for begge, idet religionerne dermed sidestilles.
Sekularismen i skolesystemet indebærer bl.a. at religionsundervisningen skal være neutralt formidlende snarere end forkyndende og at biologiundervisningen skal tage udgangspunkt i den biologiske evolutionsteori. Og forskningen bør ifølge sekularismen være metodisk uafhængig af forskernes eventuelle religiøse overbevisninger.
Filosofisk indebærer sekularismen den opfattelse at etiske og metafysiske spørgsmål kan reflekteres uafhængigt af ideen om en guddom.
Sekularismen har sin rod i renæssancen hvor objekter og principper fra specielt antikken blev udforsket empirisk og uafhængigt af kirkens dogmer. Senere tog dele af liberalismen udgangspunkt i en sekularistisk stat. Sekularismen har til en vis grad præget moderne statsopfattelser, ikke mindst i Frankrig, hvor en stærk sekularisme er grundlaget for laïcité.
Sekularisme må ikke forveksles med ateisme, idet sekularismen er fuldt foreneligt med religiøs tro. Der findes således mange religiøse sekularister. Det afgørende er at politik, etik og erkendelse anskues som uafhængigt af den religiøse tro, der regnes for et personligt spørgsmål.
Siden begyndelsen af det 21. århundrede har stadig flere sociologer, filosoffer og andre forskere tant om post-sekularisme. Betegnelsen er et udtryk for, at sekulariseringen er stoppet, og religionen vendt tilbage.